# Hrvatska pučka stranka (1997.)
 Ovo je glavno značenje pojma Hrvatska pučka stranka (1997.). Za druga značenja pogledajte Hrvatska pučka stranka (1919.).
Hrvatska pučka stranka (HPS) desno je i konzervativno orijentirana politička stranka u Hrvatskoj. 
Osnovana je 28. prosinca 1997. od disidenata HDZ-a predvođenih Tomislavom Merčepom, koji postaje i predsjednik Stranke. Poziva se na tradiciju Hrvatske pučke stranke koja je djelovala od 1919. do 1929.
Prema statutu i programskim odrednicama, zalaže se za "učvršćivanje Republike Hrvatske kao neovisne, pravne i nacionalne države Hrvata i svih njezinih građana utemeljene na demokraciji, ljudskim pravima, nacionalnim, vjerskim, kulturnim i političkim slobodama Hrvata i ostalih građana Hrvatske, europskoga civilizacijskog okruženja kojemu pripadamo i kojega smo suoblikovali", "poticanje tradicionalnih vrijednosti koje se zasnivaju na poštovanju rada, obitelji, doma, domovine te prirode", "ostvarenje staleških interesa seljaka, radnika, poduzetnika, intelektualaca, mladeži, žena i umirovljenika", za slobode pojedinca, jačanje obitelji na temeljima kršćanstva, jačanje odgovornosti za zajednicu. Također žele "sačuvati prirodu za buduće naraštaje", "razviti gospodarstvo na temeljima privatnoga vlasništva i tržišne utakmice uz čvrstu godišnju stopu rasta, a "politiku orijentirati prema vrijednostima demokršćanstva".
Sudjelovali su na parlamentarnim izborima 2000. i predsjedničkim 2005., ali uspjeh su djelomično ostvarili tek na lokalnoj razini.